# Lotta ai Giochi della IV Olimpiade
Le competizioni di lotta ai Giochi della IV Olimpiade si sono svolte allo Stadio di White City di Londra tra il 20 e il 25 luglio 1908.
Erano in programma due discipline: la lotta libera (5 categorie) e la lotta greco-romana (4 categorie).

## Podi
| Evento                        | Oro                      | Argento             | Bronzo          |
| Lotta greco-romana            |                          |                     |                 |
| Pesi leggeri (dettagli)       | Enrico Porro             | Nikolaj Orlov       | Arvo Lindén     |
| Pesi medi (dettagli)          | Frithiof Mårtensson      | Mauritz Andersson   | Anders Andersen |
| Pesi medio-massimi (dettagli) | Verner Weckman           | Yrjö Saarela        | Carl Jensen     |
| Pesi massimi (dettagli)       | Richárd Weisz            | Aleksandr Petrov    | Søren Jensen    |
| Lotta Libera                  |                          |                     |                 |
| Pesi gallo (dettagli)         | George Mehnert           | William J. Press    | Aubert Côté     |
| Pesi piuma (dettagli)         | George Dole              | John Slim           | William McKie   |
| Pesi leggeri (dettagli)       | George de Relwyskow      | Billy Wood          | Arthur Gingell  |
| Pesi medi (dettagli)          | Stanley Bacon            | George de Relwyskow | Frederick Beck  |
| Pesi massimi (dettagli)       | George Cornelius O'Kelly | Jacob Gundersen     | Ned Barrett     |

## Medagliere
| Posizione | Paese         |   |   |   | Totale |
| --------- | ------------- | - | - | - | ------ |
| 1         | Gran Bretagna | 3 | 4 | 4 | 11     |
| 2         | Stati Uniti   | 2 | 0 | 0 | 2      |
| 3         | Finlandia     | 1 | 1 | 1 | 3      |
| 4         | Svezia        | 1 | 1 | 0 | 2      |
| 5         | Ungheria      | 1 | 0 | 0 | 1      |
| 5         | Italia        | 1 | 0 | 0 | 1      |
| 7         | Russia        | 0 | 2 | 0 | 2      |
| 8         | Norvegia      | 0 | 1 | 0 | 1      |
| 9         | Danimarca     | 0 | 0 | 3 | 3      |
| 10        | Canada        | 0 | 0 | 1 | 1      |
| Totale    | Totale        | 9 | 9 | 9 | 27     |